# Slag bij Vaughan Road
De Slag bij Vaughan Road vond plaats op 1 oktober 1864 in Dinwiddie County, Virginia tijdens de Amerikaanse Burgeroorlog. Deze slag werd uitgevochten door de cavalerie van beide zijden. De Noordelijke cavalerie beschermde de flank van de oprukkende infanterie tijdens de Slag bij Peebles's Farm.
De Noordelijke cavalerie sloeg verschillende aanvallen af en verdedigde het belangrijke kruispunt van de Vaughan Road en de Wyatt Road. Tijdens de slag sneuvelde de Zuidelijke brigadegeneraal John Dunovant.

## Achtergrond
Tijdens het beleg van Petersburg plande de Noordelijke bevelhebber luitenant-generaal Ulysses S. Grant een tweevoudige aanval op de Zuidelijke stellingen bij Richmond en Petersburg in de herfst van 1864. Deze stellingen werden bemand door de soldaten onder algemeen bevel van generaal Robert E. Lee. Tijdens zware gevechten slaagden de Noordelijke eenheden aangevoerd door generaal-majoor Gouverneur K. Warren, generaal-majoor John G. Parke, brigadegeneraal Charles Griffin en de cavalerie van brigadegeneraal David McM. Gregg erin om belangrijke bolwerken in te nemen aan het westelijke uiteinden van de Zuidelijke stellingen. Het betrof voornamelijk om steunpunten rond Peebles' Farm. Ze slaagden er niet om hun doel, de Boydton Plank Road, in te nemen. Terwijl de Noordelijke bevelhebbers hun winst consolideerden en nieuwe plannen maakten, planden de Zuidelijken een tegenaanval. Luitenant-generaal A. P. Hill, generaal-majoor Henry Heth en de cavaleriecommandant generaal-majoor Wade Hampton planden een aanval op de flank van de Noordelijke aanvalsmacht. Ze dachten dat deze sector zwakker zou zijn dan de rest van de Noordelijke linie. Toch waren de Noordelijken voorbereid. Ze waren hun les nog niet vergeten na de Slag bij Globe Tavern.
Ondertussen besliste generaal-majoor Andrew A. Humphreys, stafchef van George G. Meade om de Noordelijke cavalerie van brigadegeneraal David McM. Gregg terug te trekken van de vooruitgeschoven stelling bij Harman Road naar het kruispunt van de Vaughan Road en de Wyatt Road. Zo kon de Noordelijke achterhoede afgeschermd worden bij een eventuele Zuidelijke aanval op de Vaughan Road. De cavaleriebrigade van Henry E. Davies bezette tijdens de nacht van 30 september 1864 gebied die de vorige dag opgegeven was door de vijand. Als reactie hierop viel de Zuidelijke brigadegeneraal John Donuvant de Noordelijken frontaal aan in plaats van een flankeerbeweging uit te voeren. Na enige verwarrende momenten trokken de Zuidelijken zich terug. De Noordelijke cavalerie dacht tegenover een overmacht te staan en trok zich ook terug.

## De slag
De volgende ochtend rukte de Zuidelijke cavalerie onder leiding van brigadegeneraal Pierce M. B. Young op en nam de door de Noordelijken verlaten stellingen opnieuw in. Het kruispunt van de Vaughan en de Wyatt Roads dreigde in Zuidelijke handen te vallen. Dit kruispunt werd slechts bezet door de Noordelijke achterhoede en bestond uit het 1st Maine Volunteer Cavalry Regiment. De 1st Maine trok zich terug waardoor brigadegeneraal Matthew C. Butler zonder tegenstand het strategisch belangrijke kruispunt innam. Bulter consolideerde zijn winst en versterkte de nabijgelegen boerderij van McDowell. Gregg werd op de hoogte gebracht van de vijandelijke acties en was vastberaden om de Zuidelijke cavalerie te verjagen. Om 10.45u viel Gregg de boerderij aan en verjoeg hierbij de verraste Zuidelijken.
De rest van de dag werden er aanvallen en tegenaanvallen uitgevoerd rond McDowells boerderij en in de buurt van het kruispunt. Nadat een Zuidelijke tegenaanval Gregg had verjaagd, arriveerde generaal Henry E. Davies met versterkingen waarbij de Zuidelijken opnieuw terrein dienden prijs te geven. Hierop voerde Butler een aanval uit op de Noordelijke rechterflank. Deze taak werd uitgevoerd door de brigade van Dunovant. Ook deze aanval bracht geen soelaas. Bij een volgende aanval kwam Dunovant om het leven.
De Zuidelijken hergroepeerden voor nog een nieuwe aanval. Hampton wachtte echter een uur tot er versterkingen arriveerden. Rond 17.00u zette hij de aanval in. Drie opeenvolgende aanvallen mislukten. Net voor het invallen van de duister werd nog een aanval uitgevoerd op de linkerflank van de Noordelijken die eveneens mislukte.

## Gevolg
De Noordelijken hadden hun linies uitgebreid zonder echter hun doelen te veroveren. De Boydton Plank Road was nog stevig in Zuidelijke handen. De Noordelijke cavalerie had zijn stellingen kunnen consolideren. Hierdoor was de flank van de Noordelijke infanterie veilig gesteld. De Noordelijken telden 90 slachtoffers tegenover 130 Zuidelijke slachtoffers. Na de gevechten concentreerde luitenant-generaal A. P. Hill zijn krachten om te verhinderen dat de Noordelijken hun stellingen zouden opschuiven naar de Boydton Plank Road. Toch zouden de Noordelijken nog 6 maanden nodig hebben om de Zuidelijke linies te doorbreken.